# Ardana
Ardana (gr. Αρδανα, tur. Ardahan) – wieś na Cyprze, w dystrykcie Famagusta, 9 km na północ od Trikomo. De facto pod kontrolą  Cypru Północnego.